# European Students'Union
L'European Students'Union (ESU, in lingua italiana Unione degli studenti europei) è l'associazione europea degli studenti universitari.

## Membri Associati
I membri associati dell'ESU sono organizzazioni studentesche paneuropee e internazionali che hanno obiettivi simili all'ESU. I criteri per l'appartenenza associata richiedono che l'organizzazione sia democratica e gestita da studenti, abbia studenti o NUS come membri e rappresenti studenti di almeno 8 paesi che sono parti della Convenzione culturale europea. Le organizzazioni associate possono partecipare e parlare a tutte le riunioni dell'ESU, ma non possono votare alle riunioni del consiglio di amministrazione
- Association of Norwegian Students Abroad (ANSA)
- European Dental Students Association (EDSA)
- European Deaf Students' Union (EDSU)
- European Nursing Students Association (ENSA)
- European Medical Students' Association (EMSA)
- European Pharmaceutical Students' Association (EPSA)
- European Union of Jewish Students (EUJS)
- Forum of European Muslim Youth and Student Organisation (FEMYSO)
- International Association for Political Science Students (IAPSS)
- International Federation of Medical Students' Associations (IFMSA)
- International Lesbian, Gay, Bisexual, Transgender and Queer Youth and Student Organisation (IGLYO)
- International Students of History Association (ISHA)
- Organising Bureau of European School Student Unions (OBESSU)

## Membri
| Nazione     | Associazione                                                                                               | Sigla        |
| ----------- | --- | ------------ |
| Austria     | Österreichische Hochschülerinnen- und Hochschülerschaft                                                    | ÖH           |
| Belgio      | Fédération Des Etudiants Francophones Vlaamse Vereniging van Studenten                                     | FEF VVS      |
| Croazia     | Hrvatski Studentski Zbor                                                                                   | HSZ          |
| Cipro       | Pagkypria Omospondia Foititikon Enoseon                                                                    | POFEN        |
| Rep. Ceca   | Studentská komora Rady vysokých škol                                                                       | SKRVS        |
| Danimarca   | Danske Studerendes Fællesråd                                                                               | DSF          |
| Estonia     | Eesti Üliõpilaskondade Liit                                                                                | EÜL          |
| Finlandia   | Suomen Ylioppilaskuntien Liitto Finlands studentkårers förbund                                             | SYL FSF      |
| Francia     | Fédération des Associations Générales d'Étudiants                                                          | FAGE         |
| Germania    | Freier Zusammenschluss von StudentInnenschaften                                                            | FZS          |
| Irlanda     | Aontas na Mac Léinn in Éirinn                                                                              | USI          |
| Italia      | Unione degli universitari                                                                                  | UDU          |
| Lettonia    | Latvijas Studentu apvienība                                                                                | LSA          |
| Lituania    | Lietuvos Studentu Sajunga                                                                                  | LSS          |
| Lussemburgo | Union Nationale des Etudiant(e)s du Luxembourg                                                             | UNEL         |
| Malta       | Kunsill Studenti Universitarji                                                                             | KSU          |
| Paesi Bassi | Interstedelijk Studenten Overleg Landelijke Studentenvakbond                                               | ISO LSVb     |
| Polonia     | Parlament Studentów Rzeczypospolitej Polskiej                                                              | PSRP         |
| Portogallo  | Fórum Académico para Informação e Representação Externa                                                    | FAIRe        |
| Romania     | Alianta Nationala a Organizatiilor Studentesti din Romania                                                 | ANOSR        |
| Slovacchia  | Študetská Rada Vysokých Škôl                                                                               | SRVS         |
| Slovenia    | Studenska Organizacija Slovenije                                                                           | SSU          |
| Spagna      | Coordinadora de Representantes de Estudiantes de Universidades Públicas                                    | CREUP        |
| Svezia      | Sveriges Förenade Studentkårer                                                                             | SFS          |
| Svizzera    | Verband Schweizer Studierendenschaften Union des Etudiant-e-s de Suisse Unione Svizzera degli Universitari | VSS UNES USU |
| Ucraina     | Українська асоціація студентського самоврядування                                                          | UASS         |
| Regno Unito | National Union of Students                                                                                 | NUS-UK       |